# Bakingili
Bakingili (ou Bakingele, Vakingili) est un village du Cameroun situé dans le département de Fako (région du Sud-Ouest). Il est rattaché administrativement à la commune de West Coast, dont la ville principale est Idenau.

## Histoire
Selon la tradition orale, bakingili signifierait « celui qui vient et ne repart jamais », le village ayant été fondé par un dénommé Njani Monaga, venu de Bomana avec deux autres hommes. L'un d'entre eux repartit à Bokwango et l'autre à Mbimbia.

## Géographie
La forêt communautaire de Bakingli (905 ha) est une aire périphérique du Parc national du Mont Cameroun. Les coulées de lave du Mont Cameroun constituent un attrait touristique de la localité.

### Relief
Bakingili est situé au sud des contreforts du mont Cameroun, à la limite du parc national du même nom, à 22 km de la route côtière N3 reliant Limbé à Idenau. 
La proximité du volcan a parfois mis le village en danger. Lors de l'éruption de mars 1999, une émission de lave de 10-12 m d'épaisseur a nécessité l'évacuation des habitants qui ont été épargnés, mais a entraîné des dégâts matériels affectant le tourisme et l'économie locale à West Coast.

### Climat
Le climat est soumis à la proximité de l'océan d'un côté et de la montagne de l'autre. Il y a deux saisons bien distinctes. La saison des pluies s'étend de mars à octobre, mais il pleut régulièrement tout au long de l'année et l'humidité y reste très élevée (75-80 %). La température annuelle moyenne se situe entre 27 et 35 °C.

### Végétation
La végétation est celle de la forêt tropicale sempervirente, avec une canopée de 25-35 m dominée par quelques grands arbres émergents. Il s'agit principalement des genres Khaya et Entandrophragma, Triplochiton scleroxylon (obéché), de Terminalia ivorensis (akon), Terminalia superba, des espèces de Piptadeniastrum et Pterygota.
 
On y observe plusieurs espèces endémiques, telles que Diospyros korupensis.

Spécimens collectés à Bakingili.
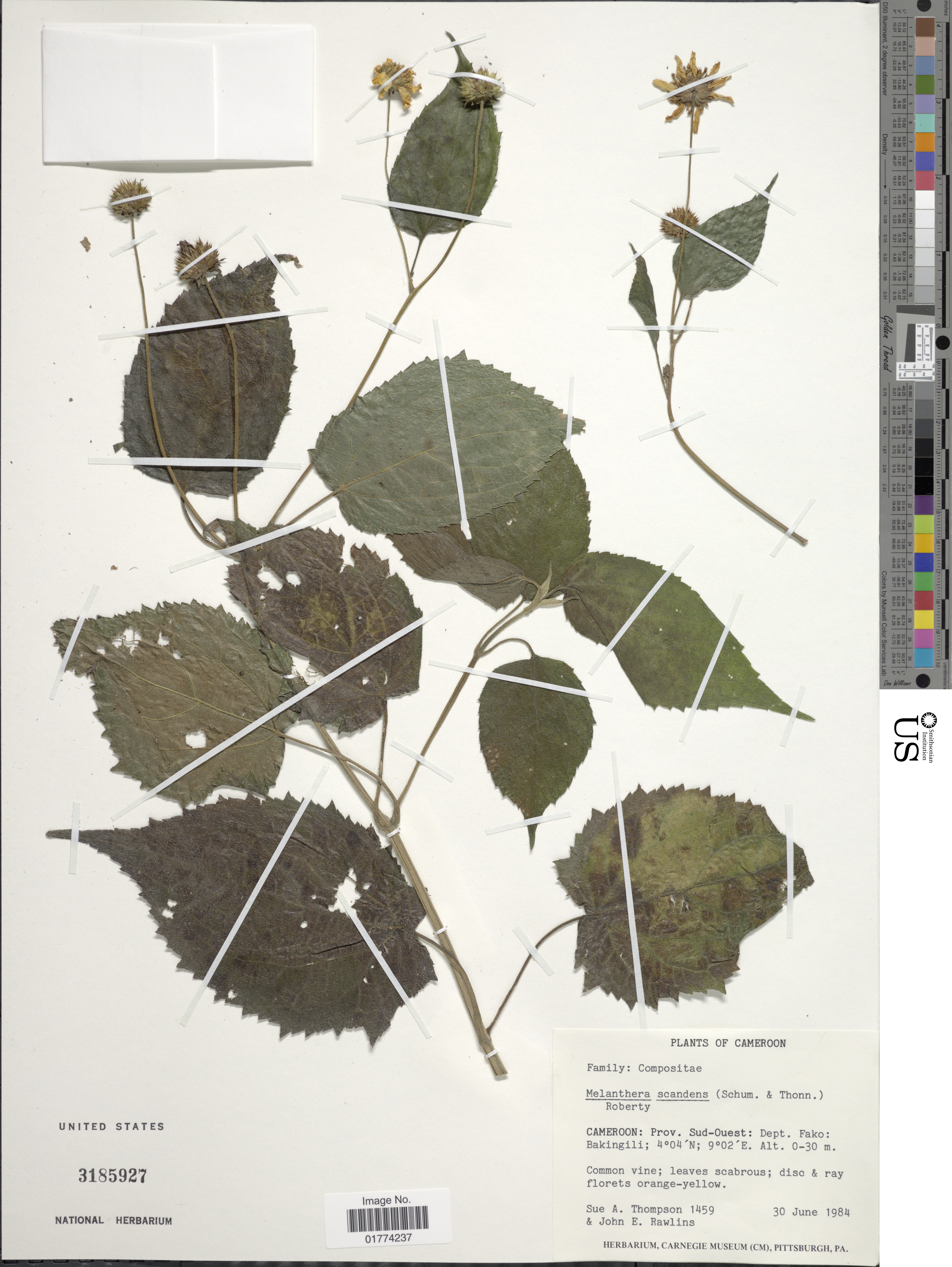
Melanthera scandens.
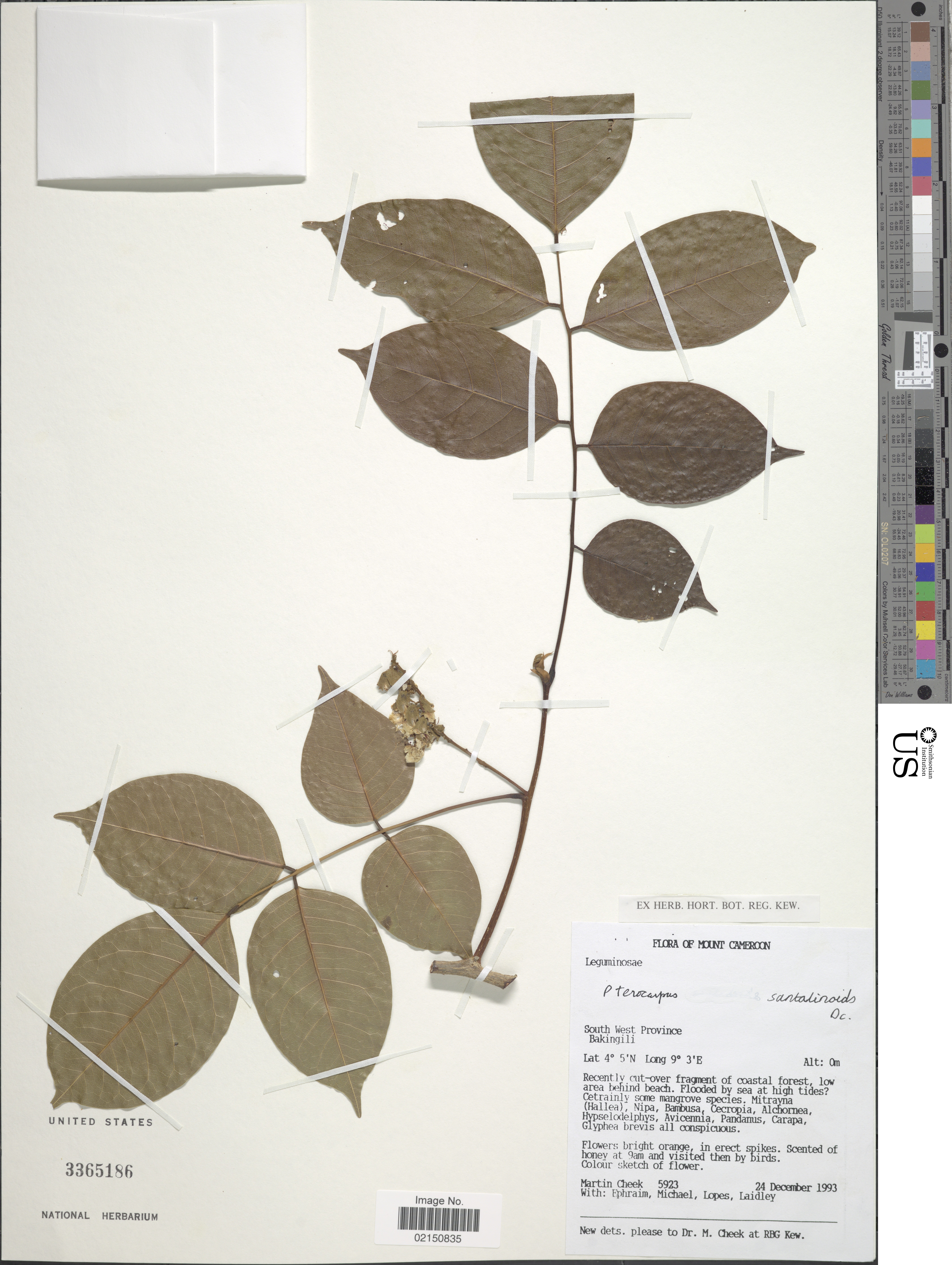
Pterocarpus santalinoides.
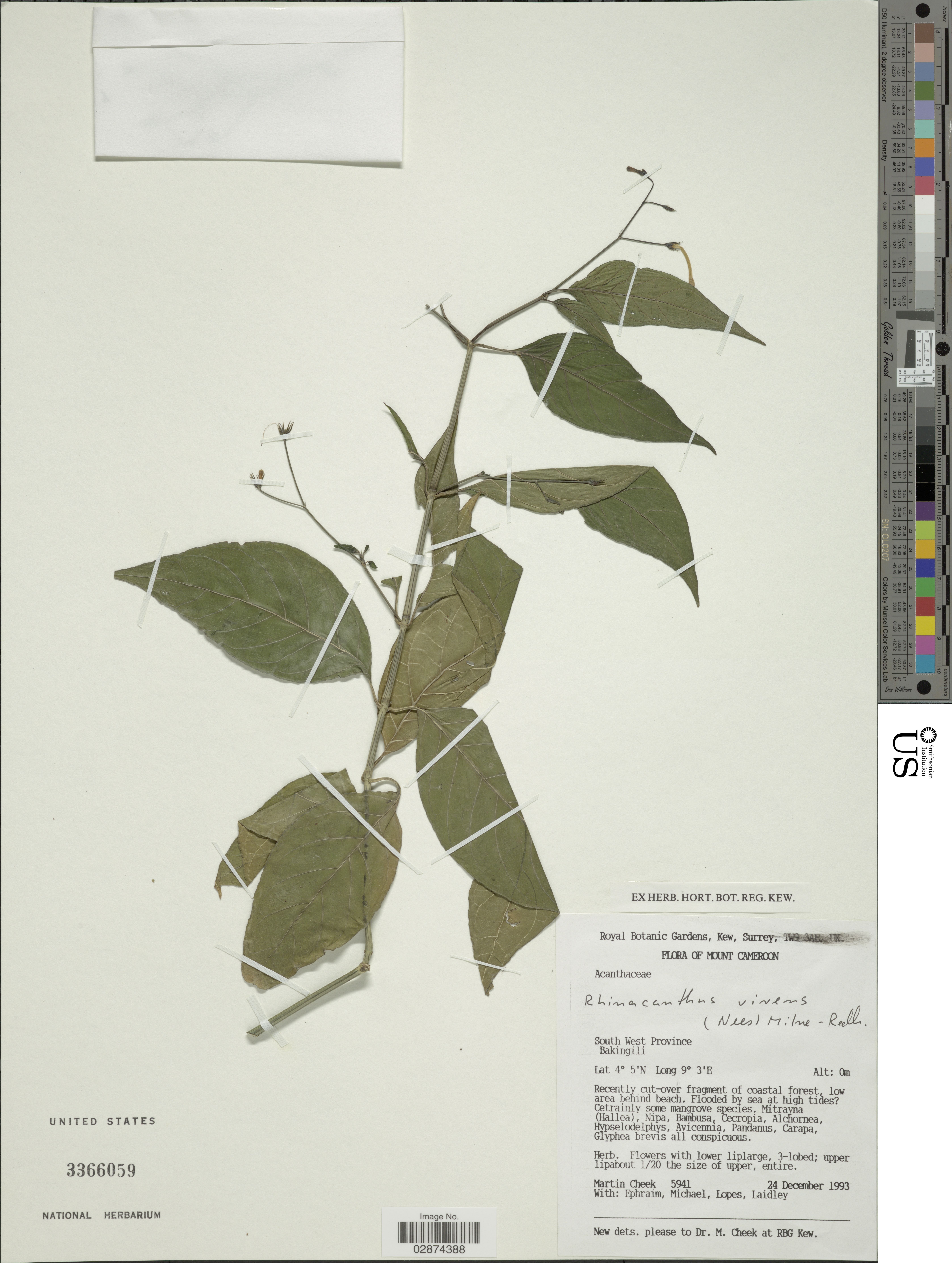
Rhinacanthus virens.
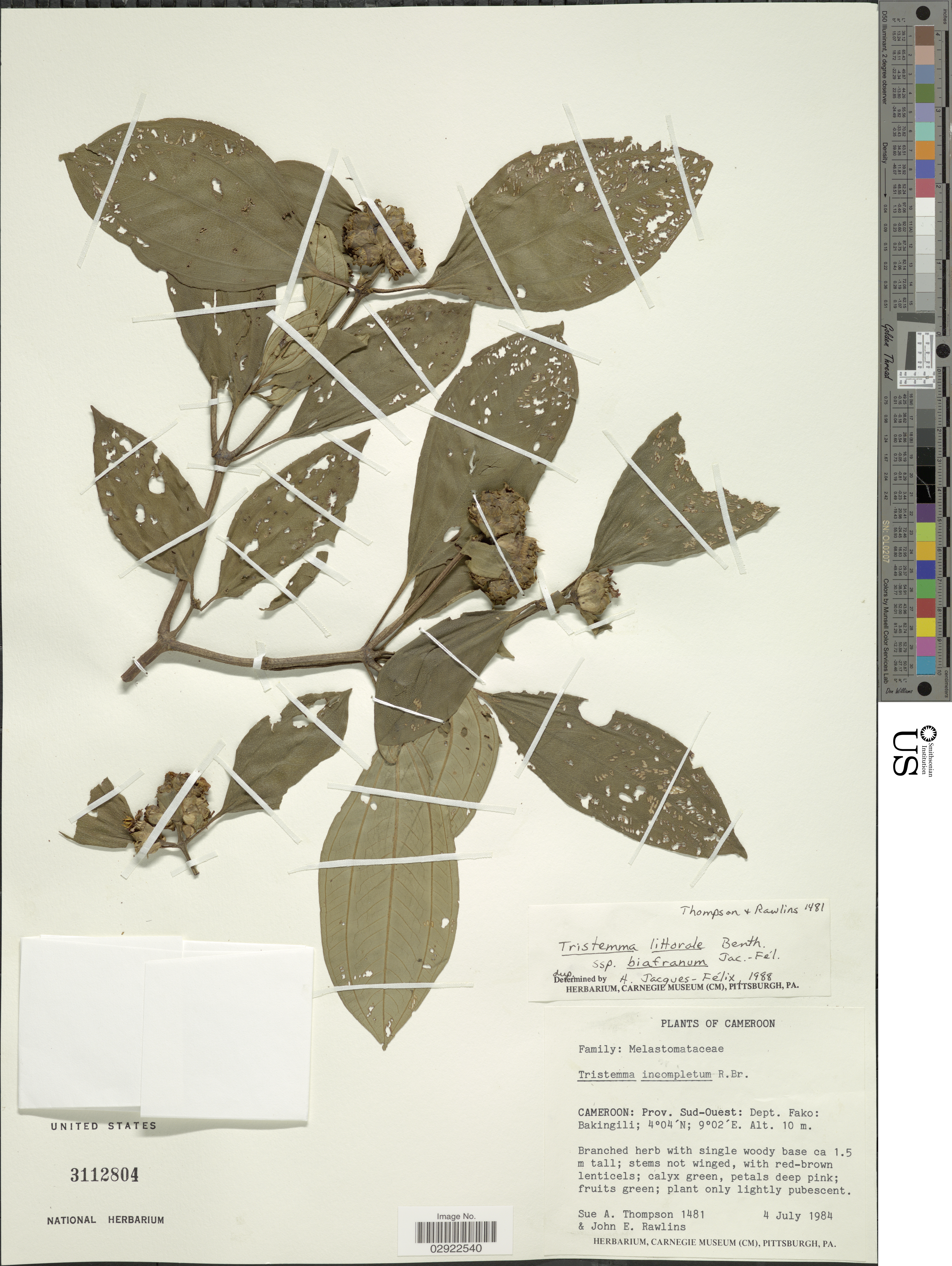
Tristemma littorale.
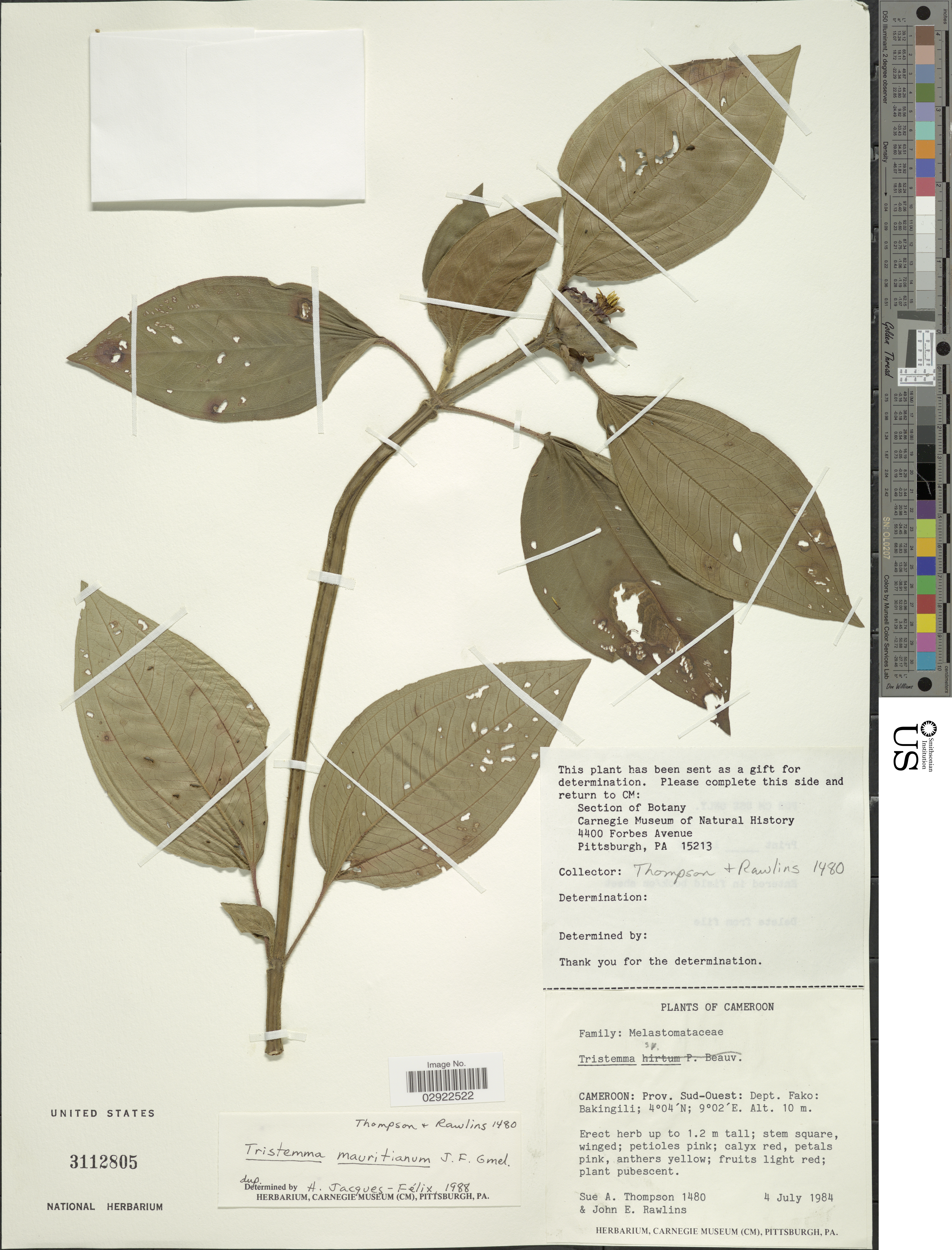
Tristemma mauritianum.

La végétation de transition entre la mer et la forêt de basse altitude est celle de la mangrove, très menacée.

### Population
En 1953, on dénombre 139 habitants à Bakingili, puis 125 en 1968, principalement des Bamboko.

En 2005, le troisième recensement général de la population et de l'habitat (RGPH3) y dénombre 1 310 personnes. 

En 2008, un mémoire universitaire fait état de 693 habitants, dont 507 résidents permanents, et identifie 79 maisons, dont 12 en blocs de ciment et 67 en bois.

En 2011, une enquête de terrain crédite Bakingili de 826 habitants.

## Économie
L'activité principale est l'agriculture. On y produit, par ordre d'importance, le palmier à huile, la banane plantain, le manioc, le cocoyam, le maïs, l'egusi et les légumes. D'autres activités sont également pratiquées à un moindre degré : élevage, pêche, chasse, petit commerce, transport, tourisme (guides). 

## Infrastructures

### Éducation
En 1963 Bakingili possédait une école primaire presbytérienne. En 2008 la localité dispose de deux écoles maternelles, l'une publique, l'autre baptiste, et de plusieurs écoles primaires.

En 2020 elle est dotée d'un collège d'enseignement technique de premier cycle (CETIC). Le lycée le plus proche se trouve à Idenau.

### Santé
Dans les années 1960 le village était équipé d'un dispensaire. En 2000 un centre de santé intégré (CSI) y est installé.

## Personnalités nées à Bakingili
- Ephraïm Inoni (1947), homme politique